# Četniki (Kraljevina Jugoslavija)
Četniki so bili v Kraljevini Jugoslaviji pripadniki elitnih vojaških enot.
Specialne enote vojske Kraljevine Jugoslavije (VKJ) so nastajale na solunski fronti, skupaj s francoskimi (pripadnike so imenovali zaradi dolgih maskirnih brad kar – »bradonje«), seveda pa so se zgledovali na znane komitske trojke v četniških odredih, ki so se borili proti Turkom v balkanskih vojnah. Te trojke, obute v volnene nogavice, so se neslišno prikradle v zaledje sovražnika in bojne naloge izvrševali izključno s kamo (nožem), po potrebi pa tudi z ročno bombo ali revolverom.
Po konačni prvi svetovni vojni so pripadniki teh specialnih enot VKJ uživali posebne privilegije, ki pa so bili tudi zlorabljeni. Zato so bile 1929 ukinjene, obenem pa je GŠ VKJ prevzel skrb za njihovo preobrazbo in posodobitev. Konec tega leta je bilo izdano Navodilo o četniškem (gverilskem) bojevanju, nakar so bile urejena tudi vsa ostala organizacijsko-formacijska vprašanja (nabor, izbor, oborožitev, vadba, uniforma, logistika in ostalo). Po francoskem vzgledu je 1931 v Bohinjski Bistrici ustanovljen vadbeni center 1. planinskega polka, lociran sicer v Škofja Loki, kmalu zatem pa še v Crnem Lugu pri Delnicah podoben center za 2. planinski polk »Knez Mihajlo« iz Sušaka pri Reki. Eden od bataljonov tega 2.planinskega polka je bil lociran v Gerovu (vojašnico so podrli 2008), saj je znano, da je major Karl Novak ravno iz Gerova pričakoval pomoč liških četnikov ...
To sta bila tudi dva elitna polka specialnih enot VKJ, ki sta bila odlično izurjena za bojevanje planinskem terenu. Čeprav so tudi drugi rodovi imeli svoje specialne enote, vendar sta uradno bila priznana za specialno bojevanje sama omenjena dva planinska polka. Načelnik štaba 1. planinskega polka, major Karl Novak, je logično zatem bil tudi imenovan najprej za načelnika štaba, nato pa za poveljnika slovenske Plave garde oz. slovenskih četniških enot JVvD.
Kadrovska osnova teh specialnih enot so bili člani Sokola, združeni v Zvezi sokolov Kraljevine Jugoslavije, ki so navadno tudi služili vojaški rok v teh dveh enotah. Oba polka sta tudi drugače nudila vadbene objekte za sokolske tečajnike in vodje sokolskih čet.
Že leta 1939 sta oba planinska polka dobila najbolj sodobno oborožitev, pa tudi vadba je postala specifična in bolj intenzivna.
Leta 1940 je bilo objavljeno Navodilo za izvajanje vadbe v Sokolski zvezi, kjer je bilo v 4. poglavju tudi predstavljeno četniško bojevanje.
No, bistveno je vedeti, da je Ministrstvo za vojsko in mornarico že 24. aprila 1940, na osnovi prej sprejete doktrine o gverilskom (četniškem) bojevanju ustanovilo Četniško poveljstvo, ki je prevzelo celotno skrb za specialne enote. Bilo je načrtovano, da se formira šest četniških bataljonov v jakosti po 210 vojakov – borcev, v vsakem od petih vojnih območjih po eden, eden pa kot rezerva Vrhovnega poveljstva. Sedež poveljstva je bil v Novem Sadu, za poveljnika je bil postavljen generalmajor Mihajlo Mihajlović, za načelnika štaba pa major Dušan Andjelković. Zaradi protesta hrvaškega politika dr. Vlatka Mačka okrog imena »četniški«, je vojni minister že takoj julija 1940 te bataljone preimenoval v »jurišne«. V ozadju te kampanje so seveda stali tudi Nemci, kar potrjuje vohunska poročila z dne 29. januarja 1941, saj so Nemci te enote obveščevalno spremljali.
Po vojnem načrtu VKJ je bilo že 1. aprila 1941 Četniško poveljstvo dislocirano v Kraljevu, kamor je kot jezgro poslan mirnodobni peti četniški bataljon iz Niša, pojačan s četo iz Novega Sada in Skoplja. Vsem enotam je vrnjen naziv »četniški«, radio Beograd pa je od tega datuma nepretrgoma emitiral znano četniško himno »Pripravite, pripravite se četniki!« kot nekakšen naborni poziv njenim pripadnikom.
Z začetkom nemškega napada na Jugoslavijo, 7. aprila 1941, je bilo teh šest četniških bataljonov takoj bojno pripravljenih, dejansko edine enote kopenske vojske. Prvi četniški bataljon je bil v protidesantni obrambe letališča v Beljini 12. aprila 1941 napaden od nemškega specialnega polka »Brandenburg«. V pogumnem odporu so padli vsi pripadniki tega četniškega bataljona. Četniško poveljstvo se je 15. aprila 1941 predalo v Sarajevu nemški vojski.
Vse ostale četniške enote, četudi zdesetkane, so se po prejšnjem vojnem načrtu zbrale na planini Zlatibor, kamor se je načrtno umaknil tudi predvideni vojni četniški poveljnik – polkovnik Draža Mihailović!
V Sloveniji se je na vojno lokacijo umaknil major Karl Novak, načelnik štaba 1. planinskega polka in predvideni načelnik štaba slovenskega dela četniške vojske v okupiranem delu Slovenije, kakor tudi pripadniki vojnega četniškega bataljona (okrog 200 vojakov, katerim se je pozneje pridružilo še okrog 400 pripadnikov Sokola in drugih).
To je po vojnem načrtu GŠ VKJ načrtovana predzgodovina JVvD.